# Max Capote
Fabián Andrés Acosta Rolla, conocido como Max Capote, (Montevideo, 12 de agosto de 1977) es un artista, músico y cantautor uruguayo.

## Biografía
A la edad de 12 años empezó a interesarse por la música. Al principio tuvo como referencia grupos "Los Beach Boys" y "Los Beatles", heredados de los discos de sus padres. A los 14 años su madre le compró la primera guitarra luego de que tomara la decisión de convertirse en músico tras haber visto la película "La Bamba", película que narra la conmovedora historia del músico Ritchie Valens. 

### Los Cats
Los Cats fue el primer grupo formado por Fabián Acosta, el cual surge como un grupo de amigos del barrio que hacían exclusivamente canciones de Los Beatles con la melodía vocal en guitarra y con tan solo 14 años tenían conciertos en vivo en fiestas y eventos privados.

### Entes
Luego en la adolescencia se formó el grupo Entes el cual reafirmó la vocación musical de Fabián Acosta, que en ese momento formaba un grupo haciendo interpretaciones de Rock de los años 1950, rockabilly y motown. En esa época empezó a dar sus primeros pasos como técnico mediante un estudio de grabación en su casa para registrar sus propias grabaciones y con eso empezaron a surgir las primeras canciones de autoría. Luego de grabar varias canciones en su estudio, presentó el material en una conocida discográfica de Uruguay, la cual rechazó la propuesta.

### Max Capote
Luego de que su estudio de grabaciones evolucionara a un estudio con cierto profesionalismo y que el grupo Entes se desintegrara, comenzó a grabar en su estudio algunas canciones como solista, con su propia producción y abarcando todos los instrumentos con algunos colaboradores. Paralelamente comenzó a estudiar licenciatura en artes en la Escuela Nacional de Bellas Artes, Universidad de la República, obteniendo el título de Licenciado en Artes.
En el año 2003 llevó a una radio de Montevideo una demo de su estudio de grabaciones para obtener de la radio avisos publicitarios para trabajos de producción musical y grabación en su estudio. La conductora Analía Fontán, del programa Findesiesta, decidió poner una de las canciones como cortina musical del programa. Poco tiempo después esa canción estaría en el ranking de la radio en Uruguay.
Luego de estos acontecimientos decidió armar una nueva banda a la cual llamó "Max Capote", la cual daría soporte a las actuaciones en vivo para el disco que había grabado en su estudio y que estaba sonando en los medios. En ese momento fue incorporado en la agenda de una discográfica, la cual salió a promocionar su primer disco "Grandes Éxitos".
Tocó con su banda en el Festival Vive Latino 2013 en México. Participó del Festival South by Southwest 2013 en Austin, Texas.

### Premios y honores
Luego sacó el disco Chicle en 2009 con el cual fue nominado a 7 Premios Graffiti de la música Uruguaya. La banda fue nominada por este trabajo como “Mejor Artista Nuevo”, para los Premios Grammy Latinos en 2011. Fue nombrado por la revista estadounidense Billboard, como uno de los artistas a seguir en el año 2013.
En 2011 fue galardonado como mejor productor del año con un nuevo premio Graffiti por el disco Badaboom! de Mint Parker.

## Discografía
- 2005, Grandes éxitos (Bizarro Records)
- 2008, Chicle (Contrapedal Records)
- 2011, Simple en vinilo de 7" Ana/Sí nena (Munster Records)
- 2014, Aperitivo de moda.[11][12] (Contrapedal Records)